# Жирнов, Игорь Михайлович
И́горь Миха́йлович Жирно́в (псевдоним — Его́р Бе́глый; род. 21 сентября 1964, Томск) — советский и российский музыкант, гитарист, аранжировщик, музыкальный продюсер. Известен сотрудничеством со многими поп и рок-проектами. Является постоянным участником проекта «Александр Иванов и группа «Рондо».

## Биография

### Начальный этап
Творческий путь Игоря Жирнова начался в 1981 году с томской рок-группы «Парадокс», где он играл на гитаре и пел вместе с Сергеем Мильниченко (продюсером группы «Ранетки»), игравшем на бас-гитаре. Группа аккомпанировала на танцах в ДК «ТИЗ» и ДК «ГПЗ-5», а также выступала на различных фестивалях с собственным прог-роковым материалом, напоминающим группу «Rush».
С 1983 года работал музыкантом в Новосибирском и Ташкентском цирках на сцене.

### Становление и карьера
После смены нескольких коллективов в 1987 году уехал в Москву, где поначалу вместе с Мильниченко участвовал в шоу-группе «Зонтик», а затем в 1988 году был принят в только что образованную глэм-метал-группу «Джокер», с которой участвовал в записи трёх альбомов: «Дама пик» (1989), «На волю в пампасы» (1992), «Joker 3» (1997).
С 1991 года Игорь Жирнов работает на студии «Gala Records» студийным гитаристом. Участвует в записи поп-исполнителей (Игорь Николаев, Наташа Королёва, Ирина Салтыкова, Женя Белоусов, Наталия Гулькина, Татьяна Буланова, Валерия и многими другими), параллельно занимаясь рок-музыкой: от софт-рока (Александр Барыкин, «Юта» и т. п.), до хард-роковой и металической тематики («Сектор Газа», «Рондо», «Чёрный Обелиск», «Э.С.Т.» и др.).

## Участие в рок-коллективах
В 1991 году Игорь Жирнов знакомится с Юрием Клинских — лидером группы «Сектор Газа». В итоге на протяжении девяти лет он участвует в студийной работе и записывает гитарные партии на десяти номерных альбомах группы (начиная с альбома «Колхозный панк»).
В начале 1992 года состав «Чёрного Обелиска» покидает гитарист Василий Билошицкий и после ряда поисков на вакантное место новым гитаристом становится Игорь Жирнов, на тот момент, участвующий в «Джокере», в котором наступило затишье. Но вскоре, после выхода альбома «Ещё один день» он уходит из коллектива, тем самым уступив своё место Дмитрию Борисенкову, ранее помогавшему группе.
Из-за нестабильности в составе группы «Э.С.Т.», в 1995 году Игорь принял сессионное участие в записи альбома «13».
Кроме студийной записи вышеперечисленных исполнителей с 1993 года и вплоть до распада группы в 2002 году он являлся постоянным участником группы «Рондо». На концертах «Рондо» Александр Иванов представлял Игоря Жирнова как «наш аранжировщик, продюсер и гитарист».
С 1998 года работает с Александром Ивановым аранжировщиком, гитаристом и саунд-продюсером его сольного проекта. А с 2006 года становится гитаристом концертного состава.

## Дискография
Ниже предлагается список исполнителей и групп, с кем Игорь принимал участие в записи альбомов, являясь как постоянным членом некоторых коллективов, так и приглашённым гитаристом, аранжировщиком, бэк-вокалистом, либо автором текстов.
| С Игорем Николаевым - 1993 — «Малиновое вино» С Ириной Салтыковой - 1995 — «Серые глаза» - 2001 — «Судьба» С Еленой Зосимовой - 1995 — «Всё впереди!..» С Женей Белоусовым - 1996 — «И опять о любви» С Наталией Гулькиной - 1996 — «Танцующий город» С Ликой - 1996 — «Больше, чем любовь» С Татьяной Булановой - 1996 — «Моё русское сердце» - 1997 — «Стерпится – слюбится» - 1998 — «Женское сердце» - 1999 — «Стая» | С Дианой и сольным проектом Ирины Нельсон \| - 1997 — «Гори, гори ясно!» \| - 2009 — «Sunrise» (сингл) - 2011 — «Sun Generation» \| С Кристианом Рэем - 1997 — «Жар» С Машей Распутиной - 1998 — «Ты меня не буди» С группой «Блестящие» - 1998 — «Просто мечты» С группой «Амега» - 1999 — «Вверх» (Часть 1) С Валерией - 2001 — «Глаза цвета неба» С Александром Буйновым - 2003 — «Лови» C Александром Шульгиным - 2005 — «Представление» С Вадимом Байковым - 2008 — «Небо» |
| - 1997 — «Гори, гори ясно!» | - 2009 — «Sunrise» (сингл) - 2011 — «Sun Generation» |

С группой «Джокер»
- 1989 — «Дама пик»
- 1992 — «На волю в пампасы»
- 1997 — «Joker 3» (официально не издавался)

С группой «Сектор Газа»
- 1991 — «Колхозный панк»
- 1992 — «Гуляй, мужик!»
- 1993 — «Нажми на газ»
- 1993 — «Сектор газа»
- 1994 — «Танцы после порева»
- 1994 — «Кащей Бессмертный»
- 1996 — «Газовая атака»
- 1997 — «Наркологический университет миллионов»
- 1997 — «Сектор газа» (ремейк)
- 2000 — «Восставший из Ада»

С группой «Чёрный Обелиск»
- 1992 — «Ещё один день»

С группой «Рондо» и сольным проектом Александра Иванова
| - 1994 — «Добро пожаловать в рай» - 1995 — «Баллады» - 1998 — «Прошлое – живое» (live) - 2003 — «Coda» | - 1997 — «Грешной души печаль» - 2000 — «Когда вырастут крылья» - 2006 — «Пассажир» - 2008 — «Неформат» - 2011 — «Это был я» |

- 2022 - «Пуля» (кавер песни Дениса Майданова)

С группой «Э.С.Т.»
- 1995 — «13»

С сольным проектом Александра Барыкина
- 1996 — «Острова»

С группой «Юта»
- 2001 — «Легко и даже изящно»
- 2002 — «Хмель и солод»
- 2003 — «Рожь и клевер»

С группой «Город 312»
- 2010 — «Новая музыка»